# Desarrollo arquitectónico del extremo oriental en las catedrales en Inglaterra y Francia

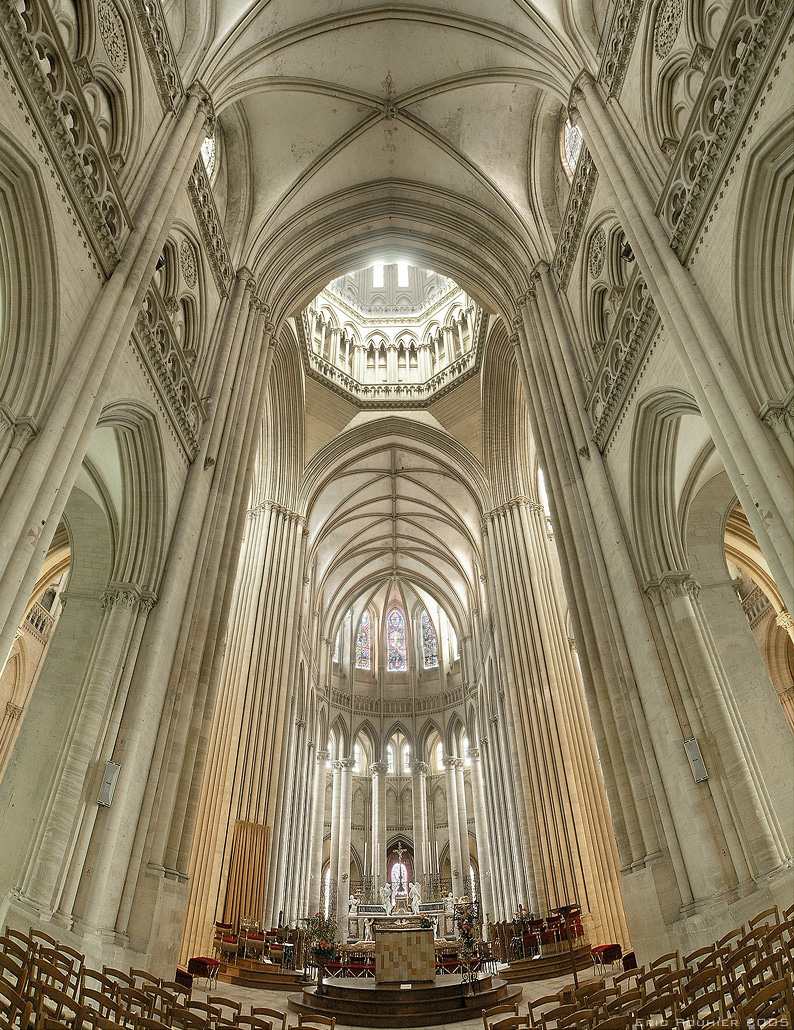
El interior de la catedral de Coutances

Este artículo trata de la forma en que cambió el extremo oriental en las catedrales inglesas y europeas occidentales desde mediados del siglo XI hasta el final del siglo XIV. Las grandes iglesias medievales de Francia e Inglaterra, catedrales y abadías, tienen arquitectónicamente mucho en común: la orientación este/oeste, el énfasis externo en el frente occidental y en sus portadas, las largas naves con arcadas interiores, los altos techos abovedados y las ventanas llenas de vidrieras. La parte de la catedral que muestra la mayor diversidad y mayor cambio es el extremo oriental, que alberga el santuario y el altar.

## El desarrollo del extremo oriental de la catedral
El temprano desarrollo extendido del extremo oriental de la catedral es el que se estableció por primera vez en la iglesia de Eduardo el Confesor en la abadía de Westminster, probablemente prestada de la antigua iglesia de San Martín en Tours; en esta iglesia, que data probablemente del siglo X, se encuentran dos elementos nuevos:
- La disposición de la nave lateral del coro alrededor de un ábside circular para proporcionar una nave ocasional alrededor del extremo oriental de la iglesia.
- Cinco capillas absidiales que constituyen el germen de la cabecera, que formaban las terminaciones orientales de las catedrales francesas de los siglos XII y XIII.

## En Inglaterra

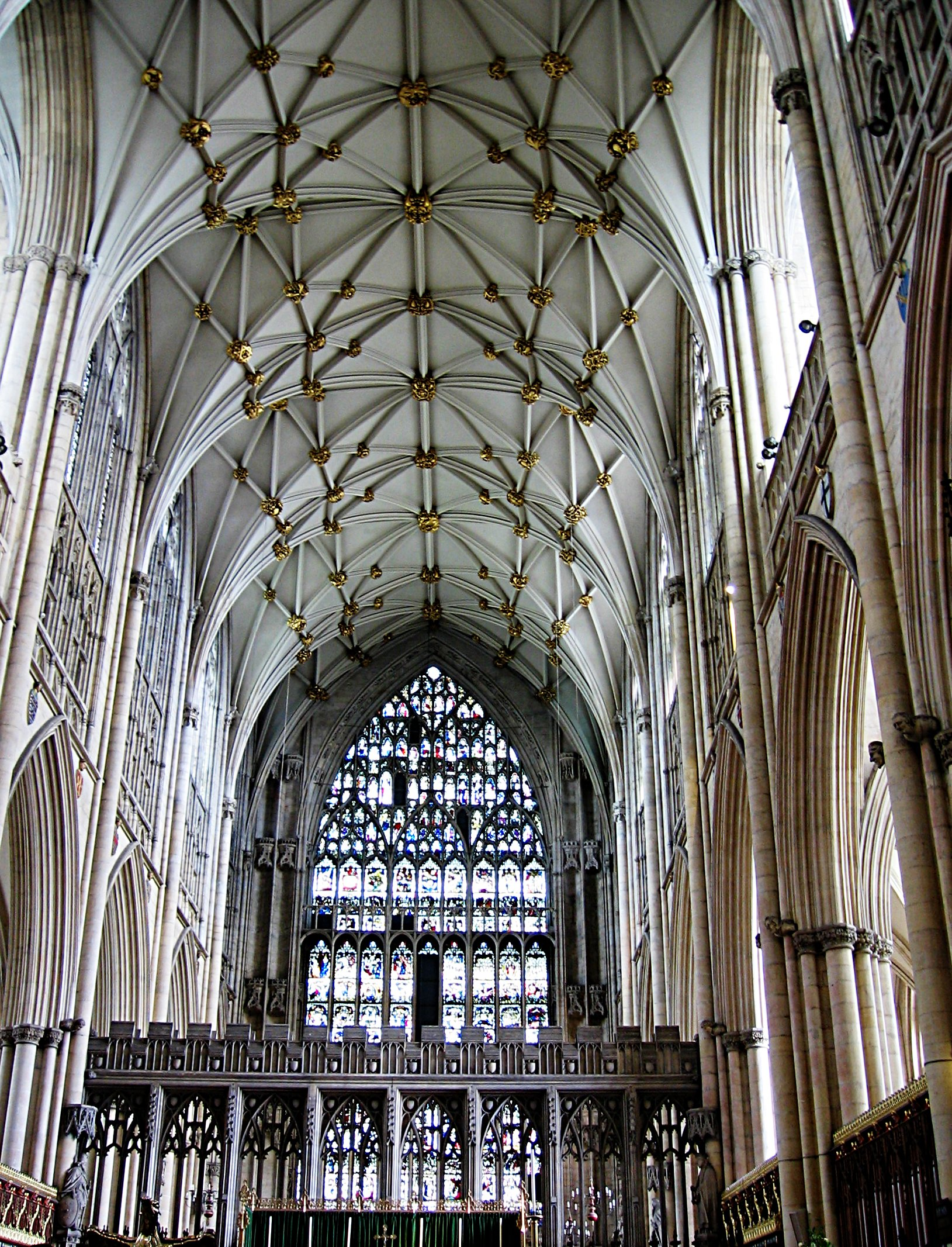
York Minster mostrando la disposición típicamente inglesa del extremo oriental

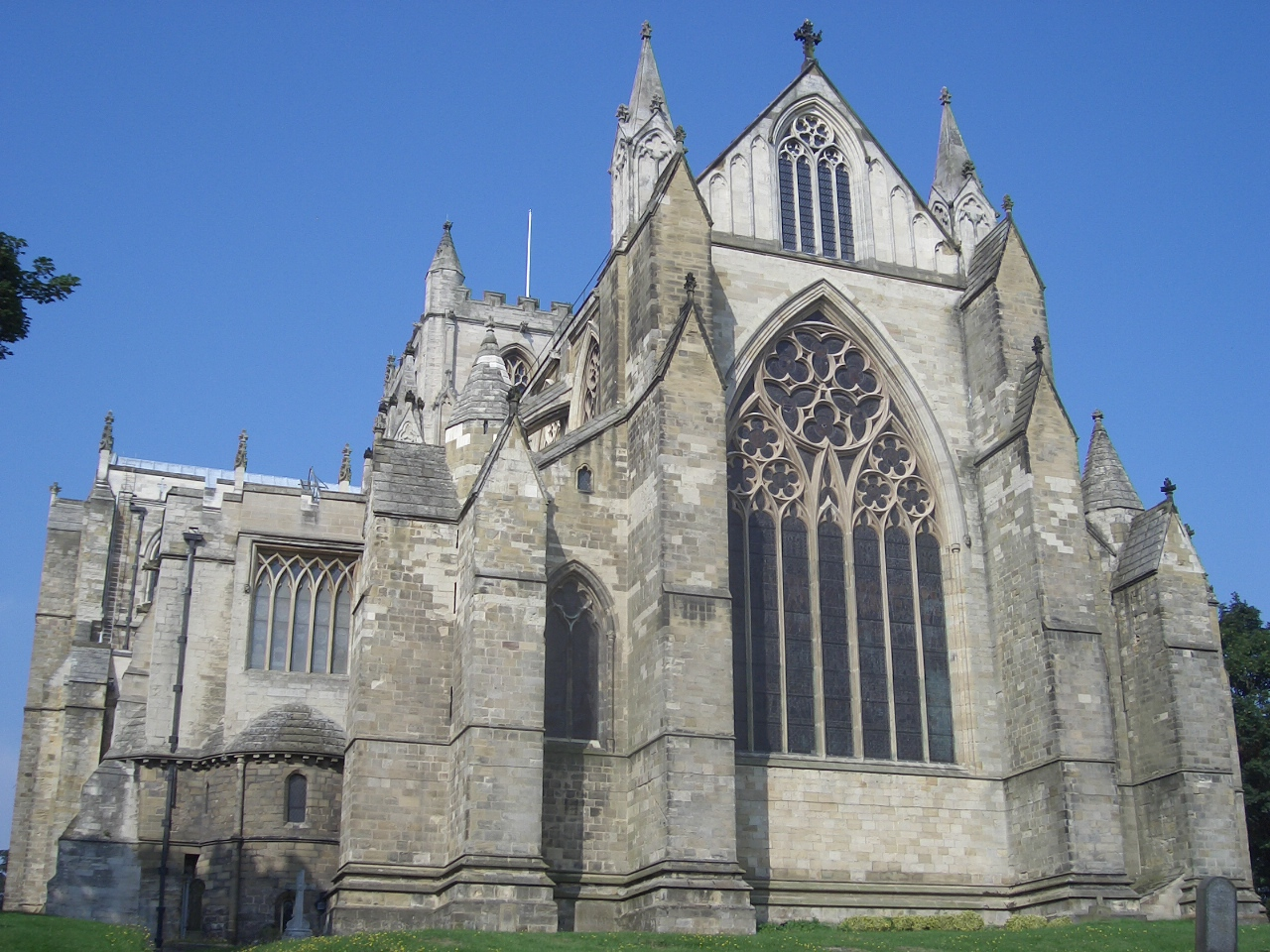
La catedral de Ripon tiene un extremo oriental de tipo acantilado, típico del gótico inglés, con fuertes contrafuertes, terminados en almenas y pináculos. Hay un rosetón muy decorado con un círculo de tracería, como el occidental de Exeter.

La catedral de Gloucester (1089) también tenía tres capillas, dos de las cuales, en los lados norte y sur de las naves laterales, todavía se conservan; igual disposición se encontraba en la catedral de Canterbury (1096-1107) y en la catedral de Norwich (1089-1119), aunque la capilla severa en esos tres casos ha sido demolida para dejar sitio a la capilla de la Señora (Lady-chapel) en Gloucester y Norwich, y la capilla de la Trinidad en Canterbury.
Se dice que la nave semicircular habría existido en la catedral anglo-normanda de Winchester, pero el extremo oriental era cuadrado, dos capillas estarían dispuestas rematando los extremos norte y sur, y una capilla absidial que se proyectaba más allá del muro oriental. Ese pasillo procesional semicircular con capillas de cabecera fue la planta preferida en las catedrales anglo-normandas, y fue seguida hasta cerca del mediados del siglo XII, cuando los constructores ingleses en algunos casos volvieron al extremo oriental cuadrado en vez de usar la terminación absidial semicircular. El ejemplo más antiguo de esto existe en la abadía de Romsey (c. 1130), donde la procesión cruza detrás del presbiterio, habiendo capillas absidiales orientales en el eje del pasillo del presbiterio y una capilla rectangular central más allá.
Una disposición similar se encuentra en la catedral de Hereford, y aparece también en Winchester, Salisbury, Durham, Albans, Exeter, Ely, Wells y Peterborough, excepto que en esos casos (salvo Wells) las capillas orientales son cuadradas; en la catedral de Wells la capilla más oriental (la capilla de la Señora) tiene una terminación poligonal; en la catedral de Durham, las capillas están todas en una línea, constituyendo la capilla de los altares, que fue probablemente tomada de la extremidad del este de la abadía de Fountains (desde 1986, Patrimonio de la Humanidad.

Plantas de catedrales en Inglaterra
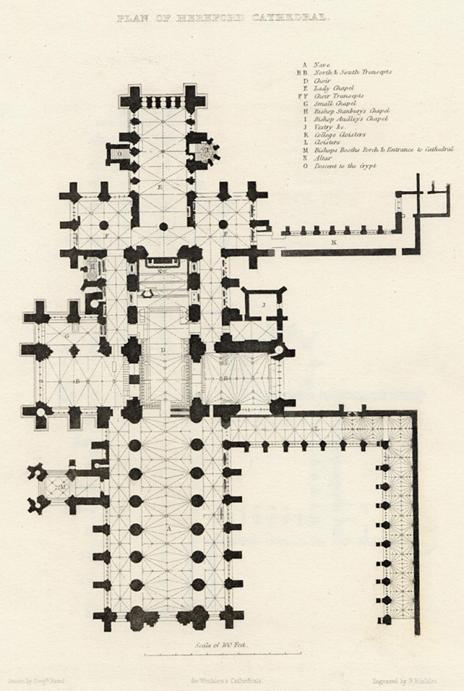
Planta de la catedral de Hereford, con el pasillo procesional tras el presbiterio
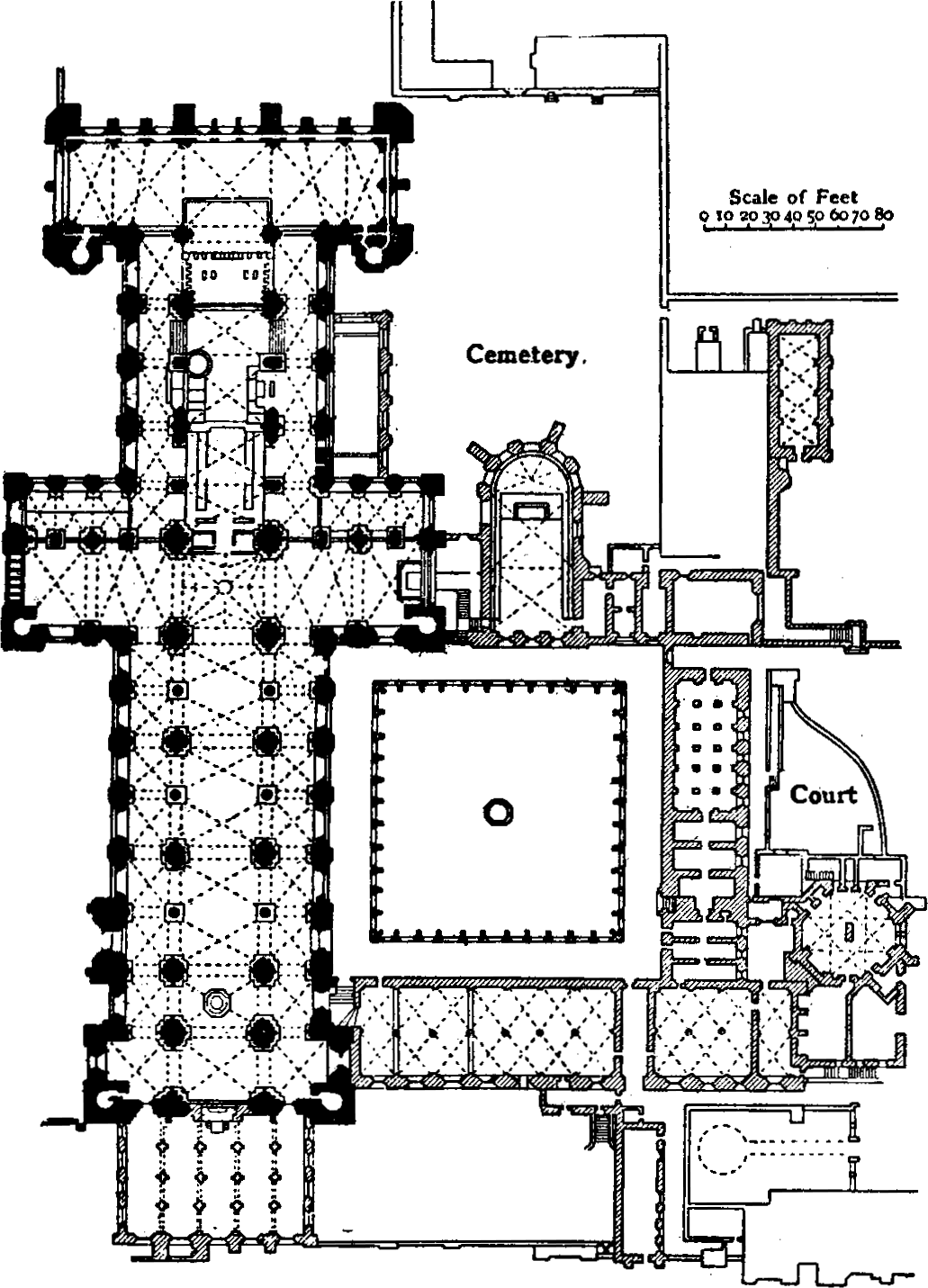
Planta de la catedral de Durham, con capillas en línea
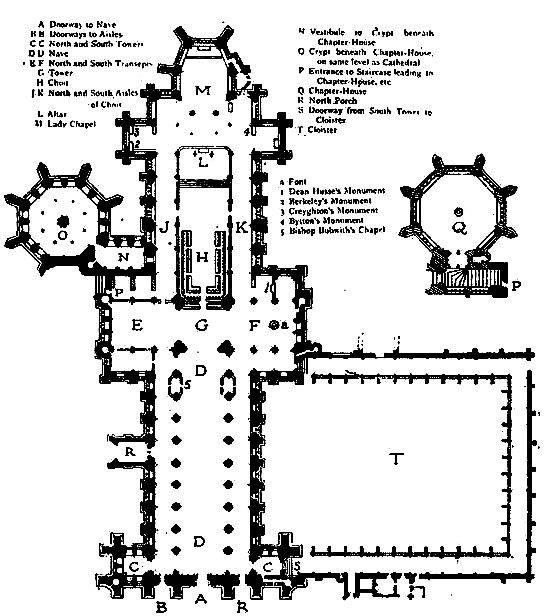
Planta de la catedral de Wells, con una capilla de la Señora poligonal
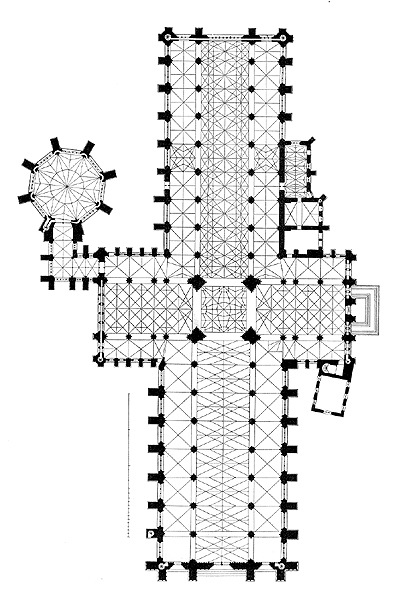
Planta de la York Minster

En algunos de los ejemplos anteriores, el diseño original se ha alterado en reconstrucciones posteriores; así en las catedrales de Albans, Durham, York y Exeter, no había deambulatorio sino tres ábsides paralelos, en algunos casos externamente rectangulares. En la Southwell, en Rochester y en Ely, no había ningún camino procesional o deambulatorio alrededor del extremo oriental; en Carlisle no había capillas orientales; y en Oxford solo un ábside central.

Ejemplos de extremos orientales en Inglaterra
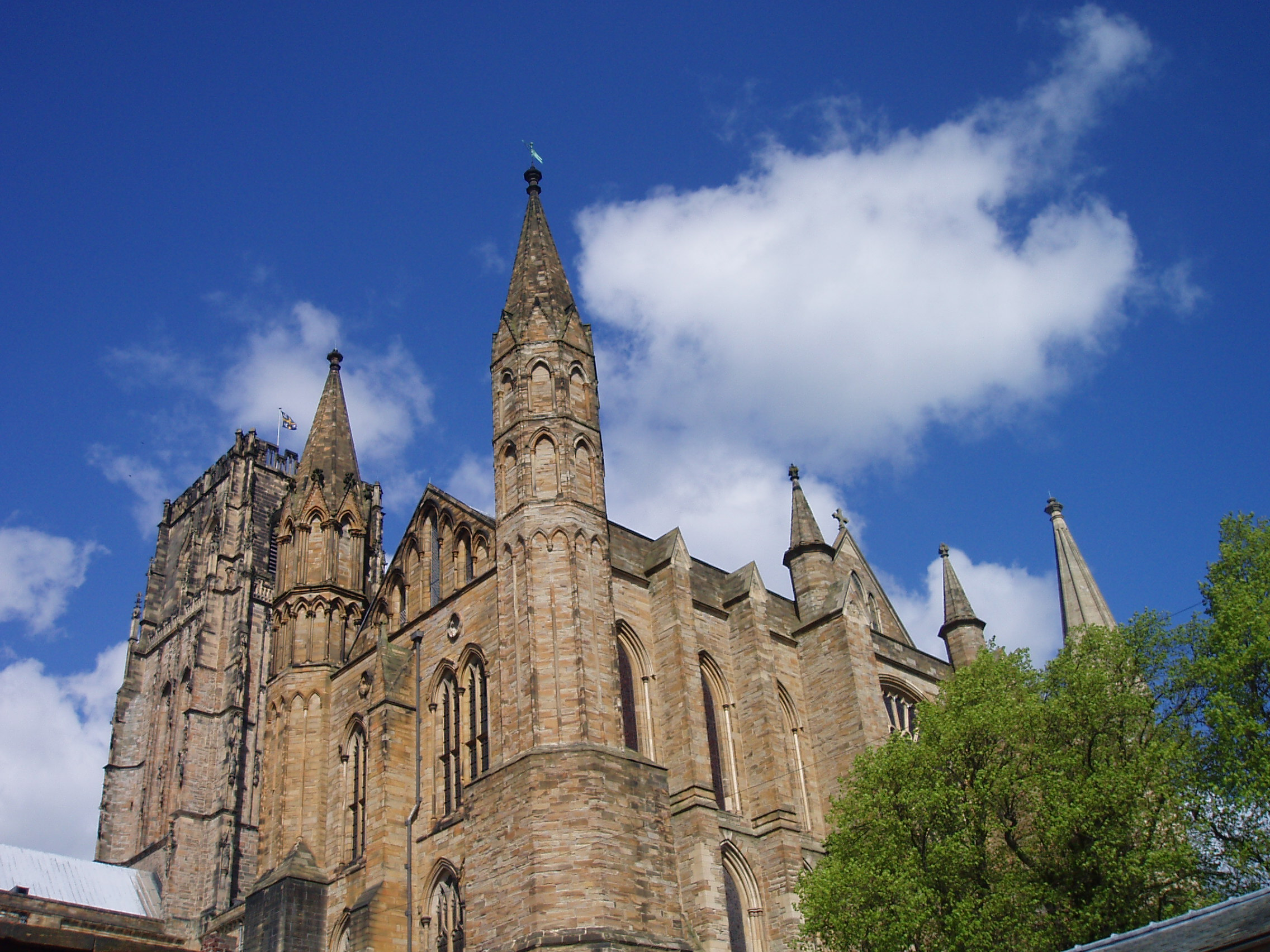
Extremo de la catedral de Durham
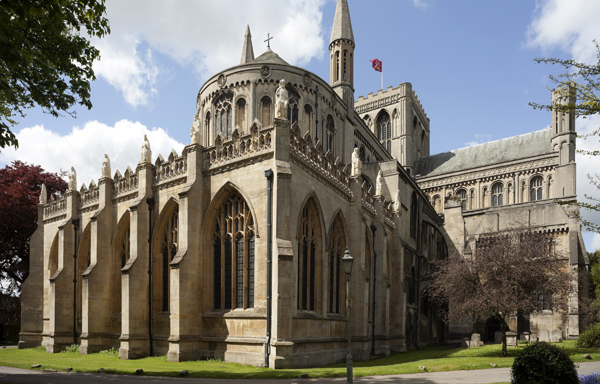
Extremo de la catedral de Peterborough
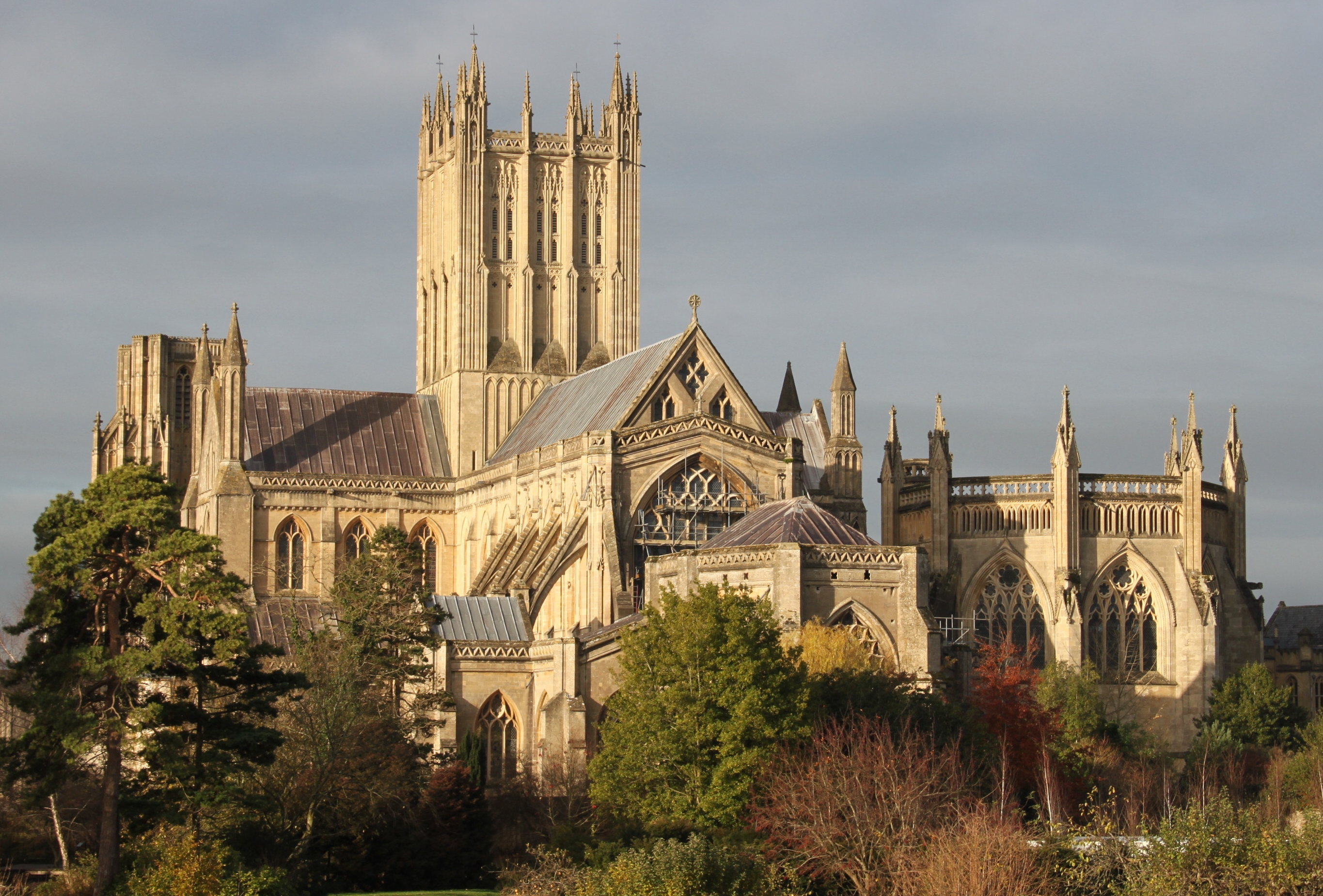
Lady Chapel proyectada desde el coro de la catedral de Wells
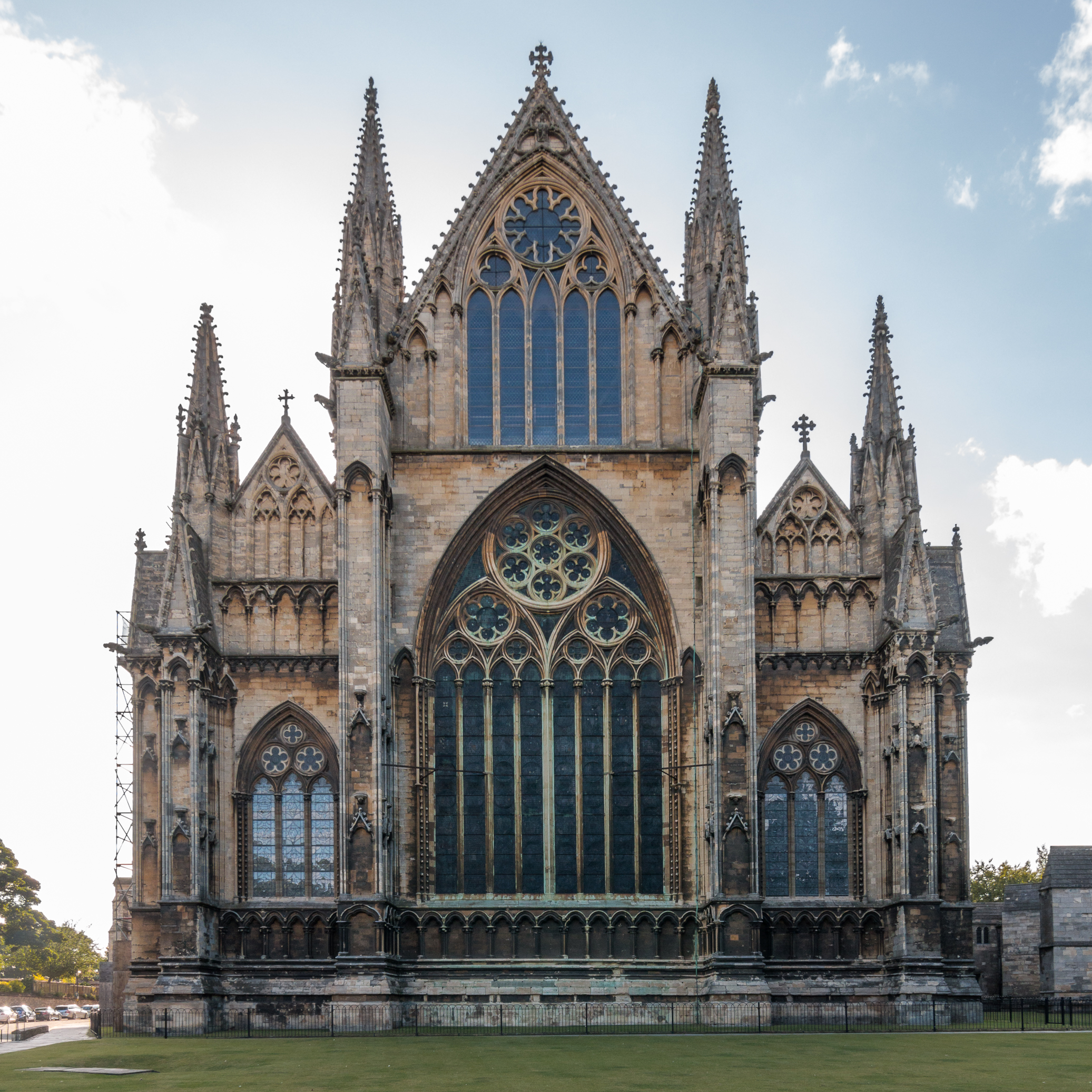
Extremo plano de la catedral de Lincoln

## Cabeceras

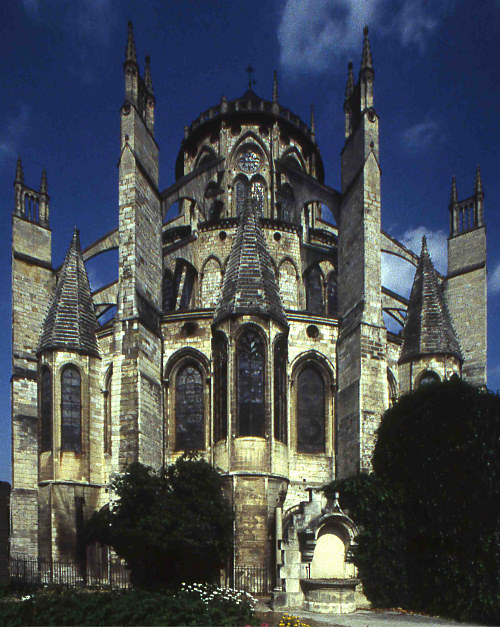
Catedral de Bourges

El primer ejemplo de la cabecera probablemente se encuentra en la iglesia de San Martín en Tours; fue seguida por otras en Tournus, Clermont-Ferrand, Auxerre, Chartres, Le Mans y otras iglesias construidas durante el gran período de construcción de iglesias del siglo XI. En algunos casos se utilizaron las cimentaciones antiguas, como en las catedrales de Chartres, Coutances y Auxerre. En otras, como en Le Mans, extendieron el extremo oriental, muchas de la misma manera que en muchos de los primeros ejemplos en Inglaterra, excepto con esta importante diferencia: cuando en Inglaterra el extremo oriental absidial fue abandonado a mediados del siglo XII en favor de un extremo cuadrado, los franceses lo desarrollaron duplicando las naves del coro y agregando capillas adicionales.
Esto se demuestra por el número de capillas absidiales en varias iglesias:
- tres: Canterbury, Norwich, y Gloucester;
- cinco: Noyon (1150), Soissons (1190), Reims (1212), Tours, Seez, Bayeux (1230), Clermont (1275), Senlis, Limoges, Albi y Narbona;
- siete: Amiens, Le Mans y Beauvais;
- nueve: Chartres.

Las naves laterales dobles alrededor del coro, de las cuales no hay ejemplos en Inglaterra, se encuentran en las catedrales de París, de Bourges y de Le Mans. La catedral de Sens (1144–1168) posee una característica que es casi única: las columnas acopladas de los tramos alternos de nave y coro y del ábside. Estas fueron introducidas en la capilla de la Trinidad en la catedral de Canterbury, probablemente según diseño de Guillermo de Sens, por su sucesor Guillermo el inglés. El extremo oriental cuadrado no encontró ningún favor en Francia, siendo los únicos ejemplos de catedral las de Laon, Poitiers y Dol-de-Bretagne. De la disposición triabsidial, que tiene ábsides en las naves laterales y un ábside central, el único ejemplo es el de la catedral de Autun.
En la catedral de Rouen, al este de los naves laterales del transepto, hay capillas absidiales, que con las tres capillas en la cabecera hacen el número habitual. La catedral de San Pedro en Poitiers se ha referido como ejemplo de extremo oriental cuadrado, pero un compromiso se ha hecho por la provisión de tres ábsides segmentarios, y no hay ventanas en la fachada oriental; la más notable divergencia del diseño habitual se encuentra aquí en la ausencia de triforium o clerestorio, porque la bóveda de las naves laterales es casi tan alta como la de la nave, por lo que constituye un ejemplo de lo que en Alemania (donde hay muchos) se llaman Hallenkirchen; la luz que se obtiene a través de las ventanas de las naves laterales solo logra dar un efecto sombrío a la nave.

## Sur de Francia

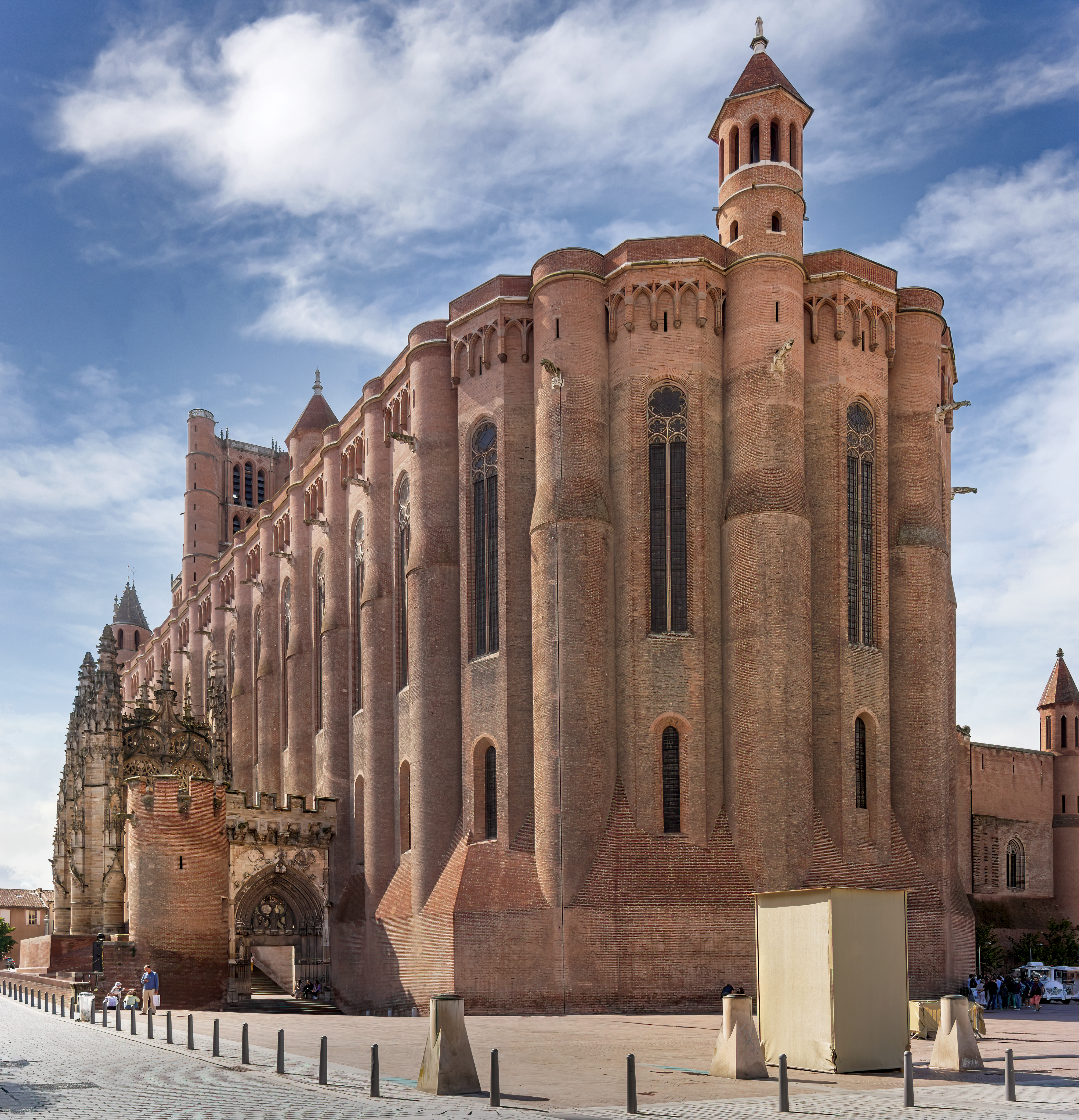
Extremo oriental en la catedral de Albi

Otra variación de la planta habitual es la que se encuentra en la catedral de Albi (1350), en la que no hay naves laterales, siendo su lugar ocupado por capillas entre los contrafuertes que debían resistir el empuje de la bóveda de la nave, la más ancha de Francia. La catedral está construida en ladrillo y exteriormente tiene la apariencia de una fortaleza.
En las catedrales del suroeste de Francia, en las que las naves están cubiertas con una serie de cúpulas —como en San Bartolomé de Saint-Étienne en Cahors, en la catedral de Angulema y en St. Front de Périgueux— las inmensas pilastras necesarias para soportarlas hicieron necesario prescindir de las naves laterales. La catedral de Angulema consiste en una nave cubierta por tres cúpulas, un transepto de gran longitud con altas torres en los extremos norte y sur, y un coro absidial con cuatro capillas en cabecera. En St. Front de Périgueux (1150), basada en la basílica de San Marcos de Venecia, la planta consiste en un única nave, transepto y coro, todos de igual dimensión, así como el crucero, abovedado con una cúpula, aunque originalmente había un coro absidial simple.

Ejemplos de extremos orientales en el suroeste de Francia
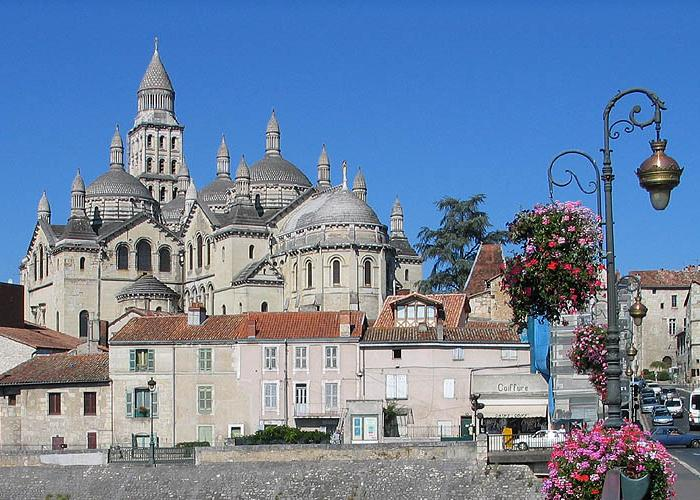
Extremo de la catedral de Périgueux
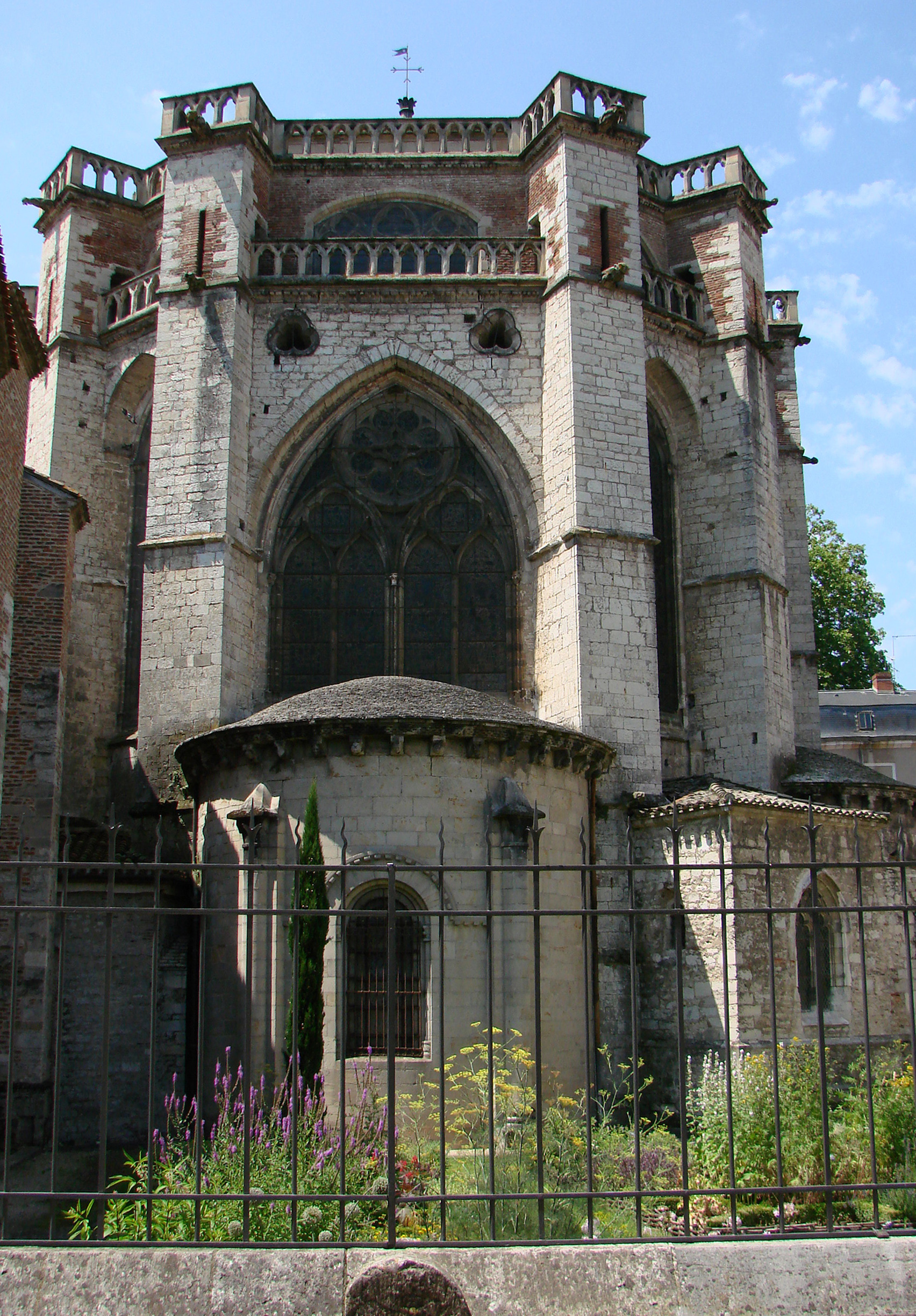
Extremo de San Bartolomé de Saint-Étienne en Cahors
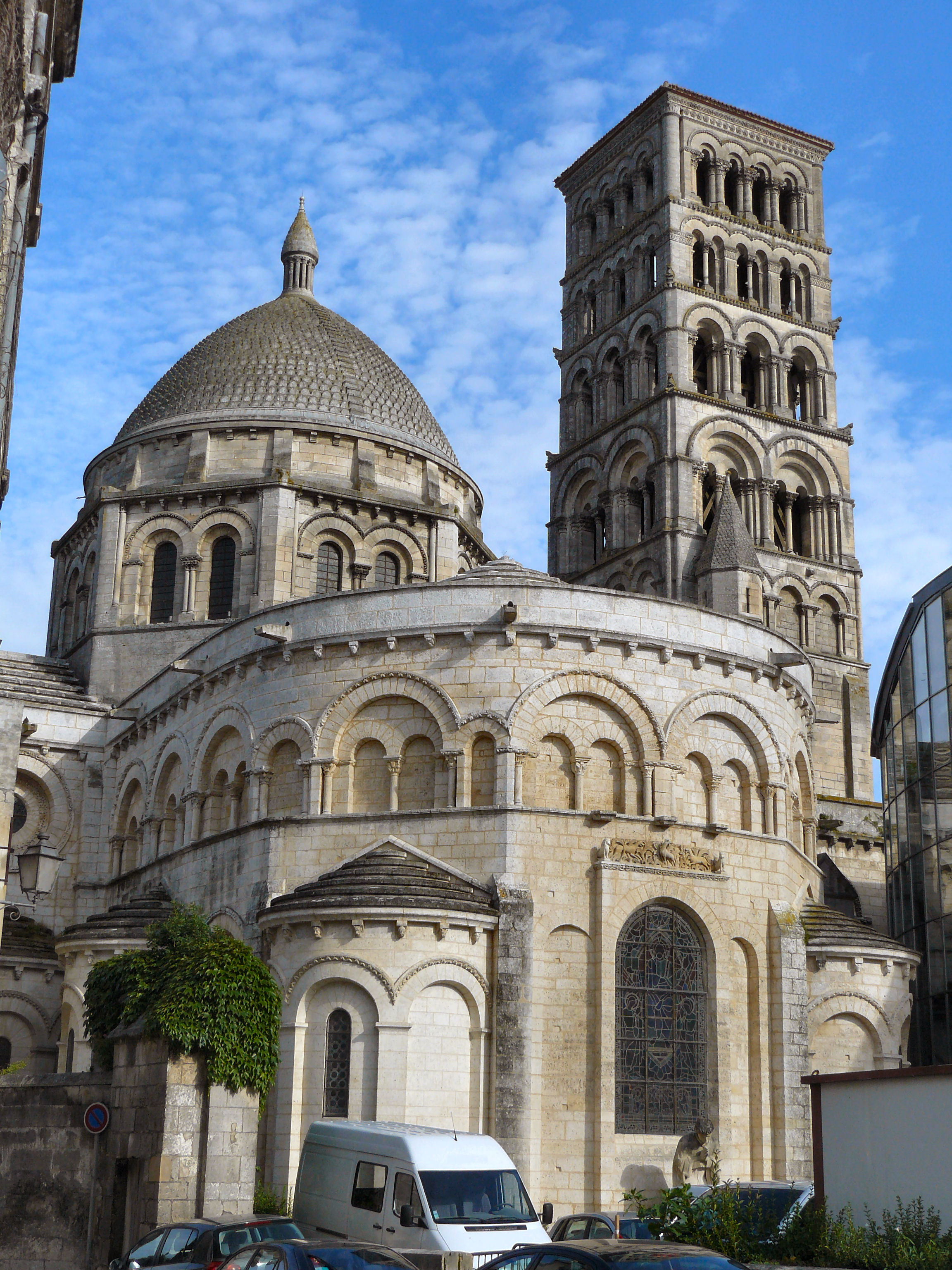
Extremo de la catedral de Angulema

## España
Las catedrales de España siguen las mismas líneas que en Francia. La catedral de Santiago de Compostela es prácticamente una copia de San Sernín en Toulouse, que consta de nave central y naves laterales, transeptos con naves, y un coro con cinco capillas; en León hay una cabecera con cinco capillas absidiales, y en Toledo un extremo oriental con dobles naves laterales alrededor del ábside con originalmente siete pequeñas capillas absidiales, dos de ellas reconstruidas en un período muy tardío. En León, Barcelona y Toledo el pasaje procesional alrededor del ábside con capillas absidiales recuerda la disposición francesa, habiendo un doble paso alrededor de este último, pero en las catedrales de León y Toledo se enmascara el extremo oriental. En Ávila y Salamanca (antigua catedral) se adopta la disposición triabsidial.

Ejemplos de extremos orientales en España
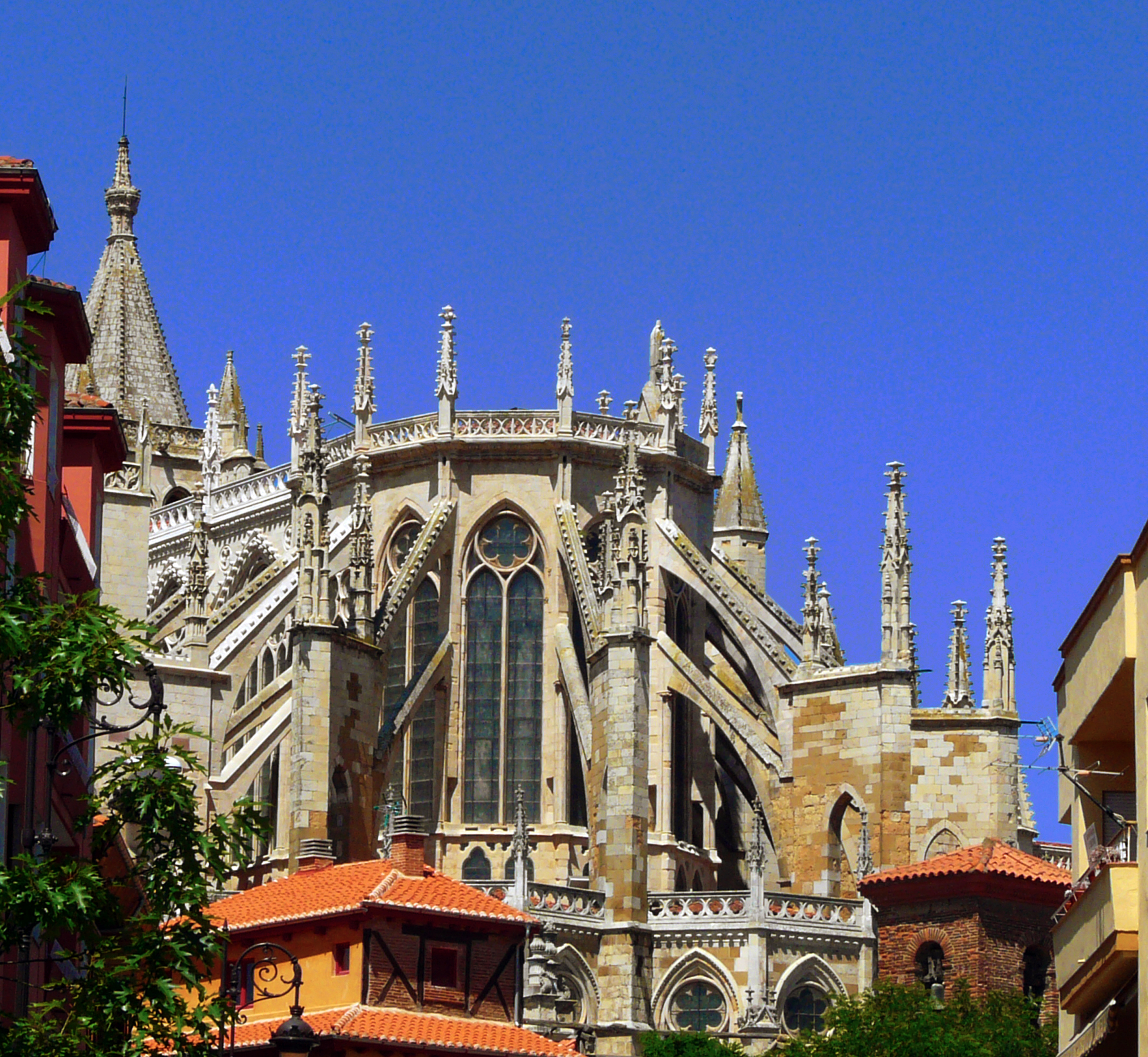
Ábside de la catedral de León
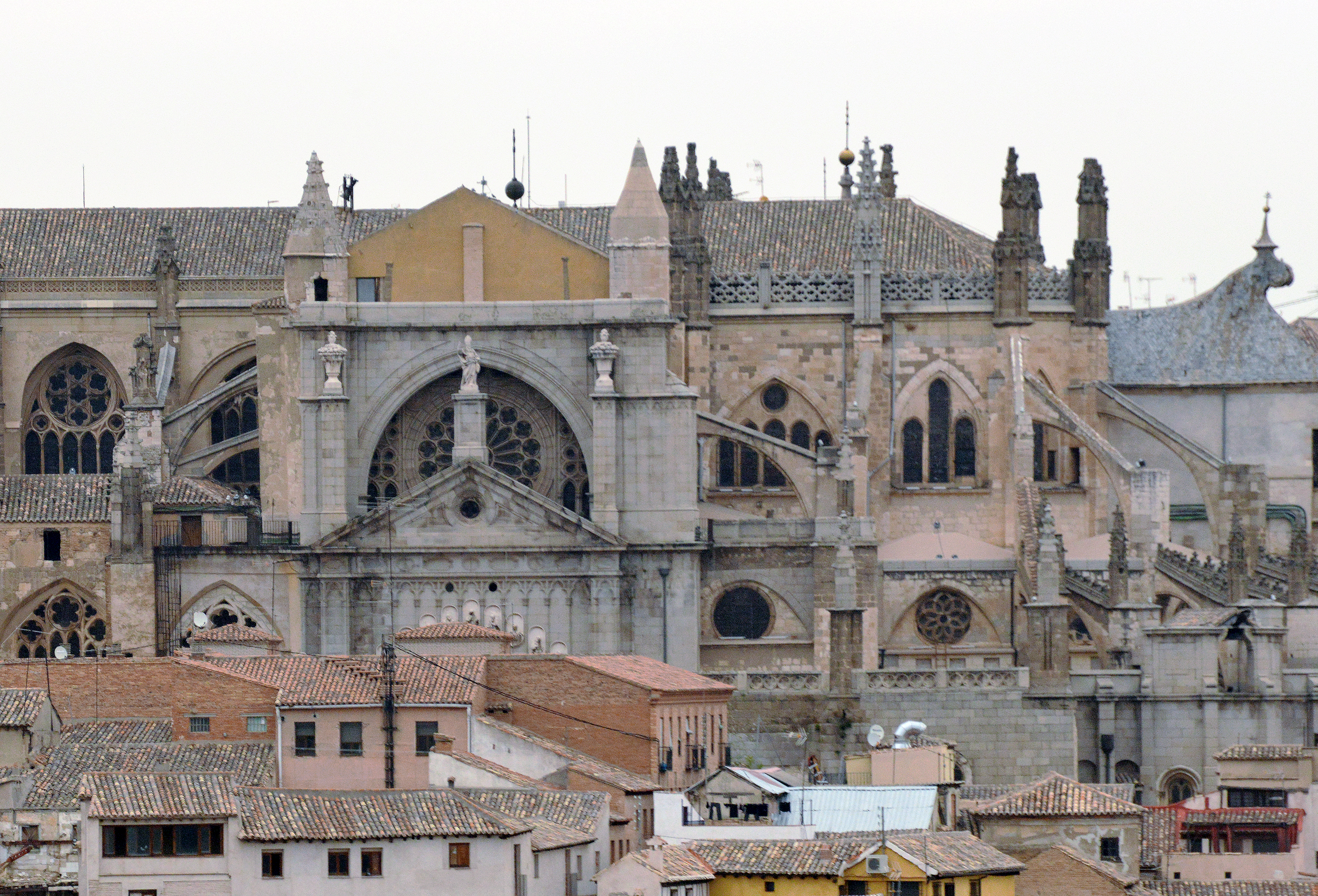
Ábside de la catedral de Toledo
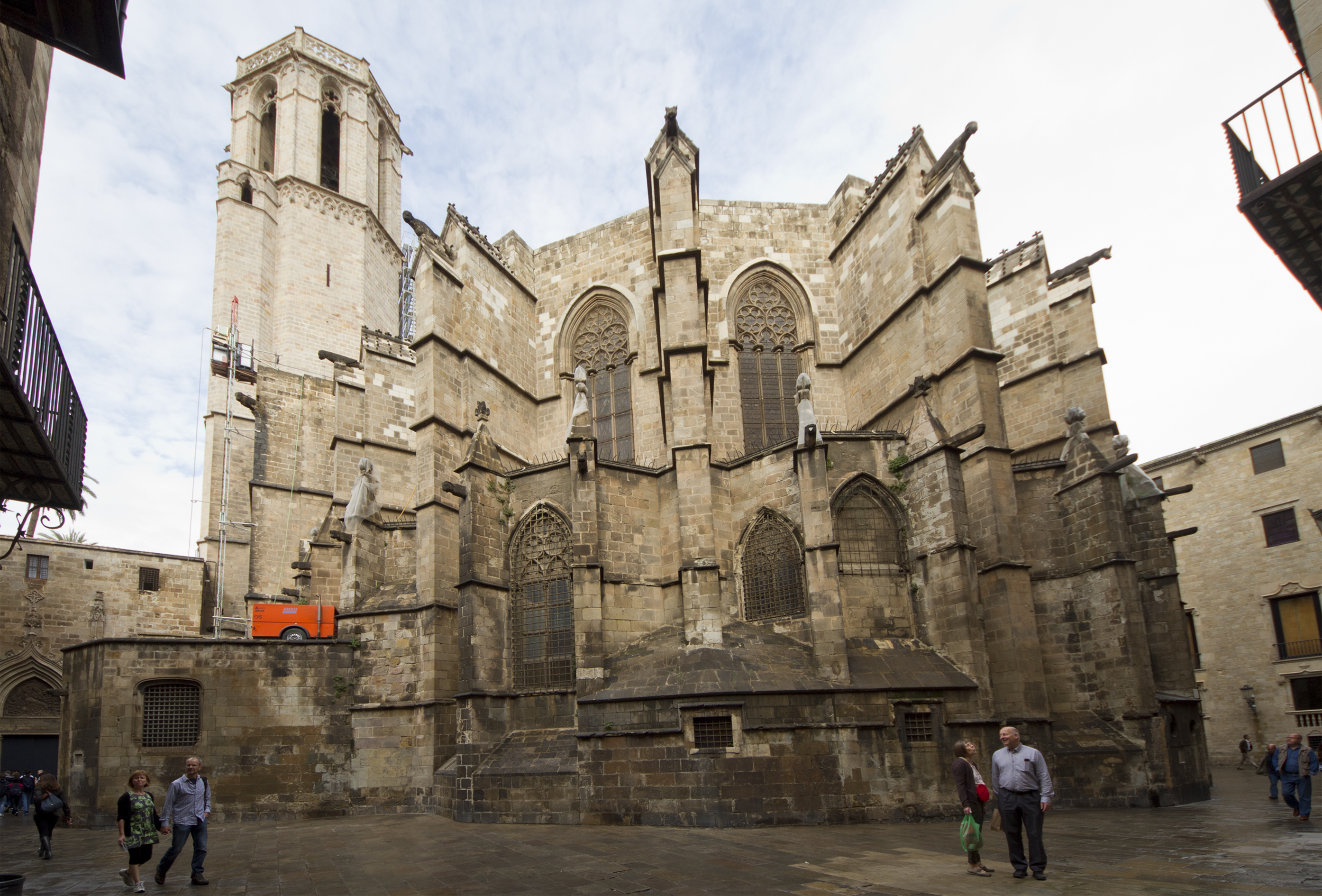
Ábside de la catedral de Barcelona
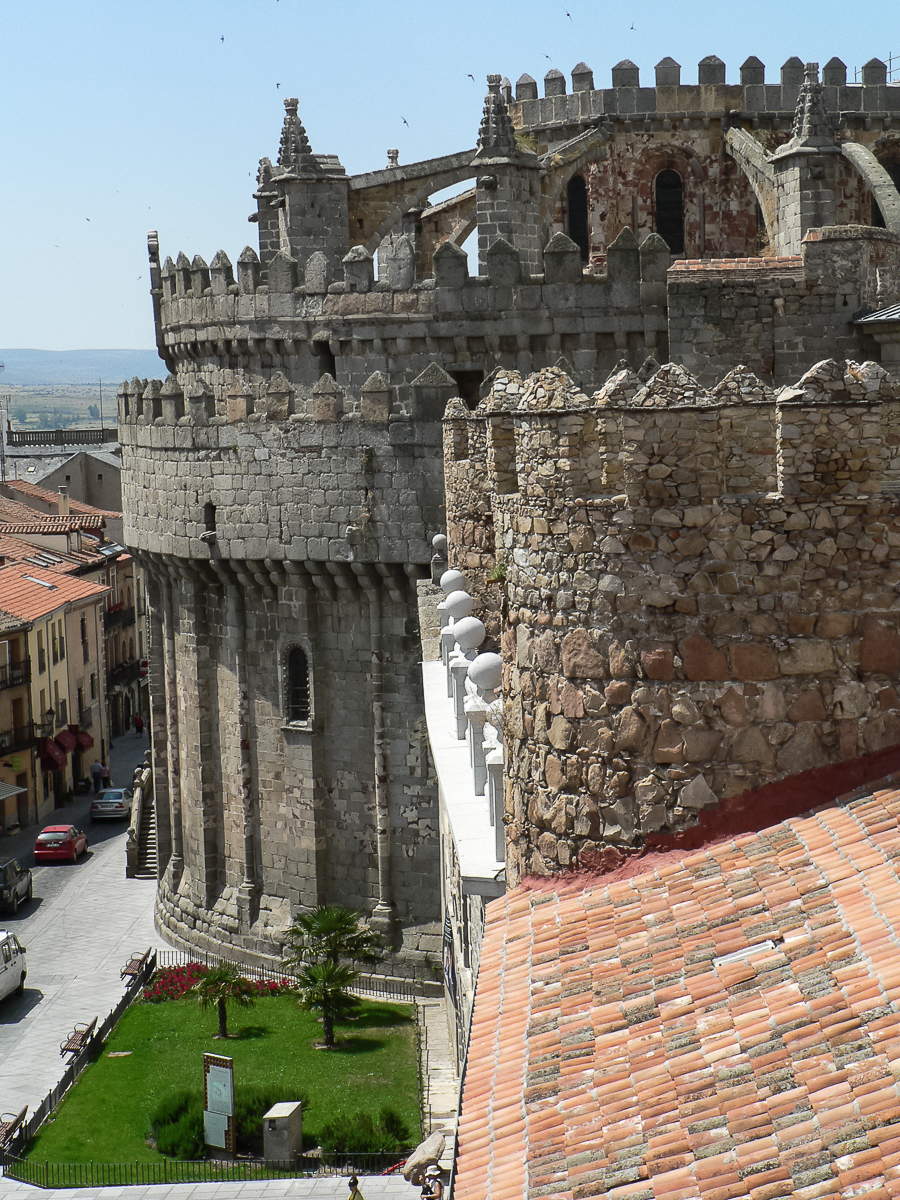
Ábside de la catedral de Ávila

## Alemania
La disposición triabsidial también se encuentra en las catedrales góticas alemanas, con una importante excepción, la gigantesca catedral de Colonia, der Koelner Dom, que se basó en la de Amiens, la altura comparativa de la primera, sin embargo, siendo tan exagerada que se ha perdido la escala, y externamente tiene la apariencia de un monstruo cubierto de vegetación.

## Otras características
El inmenso desarrollo de la parte oriental de las catedrales francesas se obtuvo algunas veces a expensas de la nave, de modo que, a pesar de las dimensiones mucho mayores en comparación con ejemplos ingleses, en estas últimas las naves son mucho más largas y tienen más tramos que las de Francia. En una de las catedrales francesas, en Bourges, no hay transepto; en cambio, hay muchos ejemplos en los que esta parte de la catedral sobresale de las naves laterales por cada lado, como en las catedrales de Laon, Soissons, Chartres, Reims, Amiens, Rouen y Clermont-Ferrand. El transepto con naves laterales, en Inglaterra, se encuentra en las catedrales de Ely, York, Wells y de Winchester, en esta última que es llevado alrededor de los altares adicionales del sur, existen en las catedrales de Durham, Salisbury, Lichfield, Peterborough y de Ripon; y en el lado norte solo en la catedral de Hereford
En el norte de Francia, la catedral de Amiens muestra la disposición de una catedral, con sus naves-arcadas, triforium, ventanas del clerestorio y bóveda, los arbotantes que se requerían para llevar el empuje de la bóveda a los contrafuertes exteriores que flanqueaban los muros de las naves laterales, y los altos pináculos que los superaban. En este caso no había galería de triforio, debido a la mayor altura dada a las naves laterales. 
En Notre Dame de París, el triforio era casi tan alto como las naves laterales; en las grandes ciudades esta característica permitió una mayor capacidad de acogida para la congregación, especialmente en ocasión de grandes fiestas, y se encuentra en las catedrales de Noyon, Laon, Senlis y Soissons, construidas en la última parte del siglo XII; después se omitió, y el triforio estaba representaba solo por un estrecho pasaje en el espesor del muro; en un período aún más tardío, las naves laterales fueron cubiertas con un pavimento de piedra con ligera caída para permitir las altas ventanas del clerestorio.

Plantas de catedrales en Francia
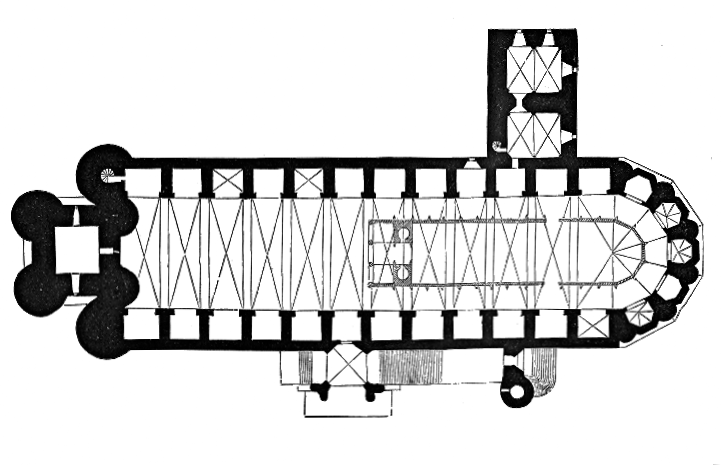
Catedral de Albi
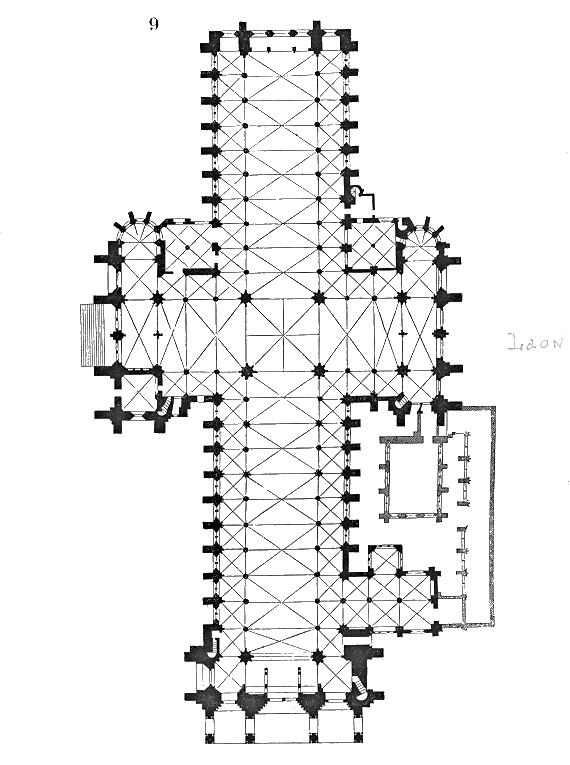
Catedral de Laon, una de las pocas catedrales francesa sin deambulatorio y cabecera
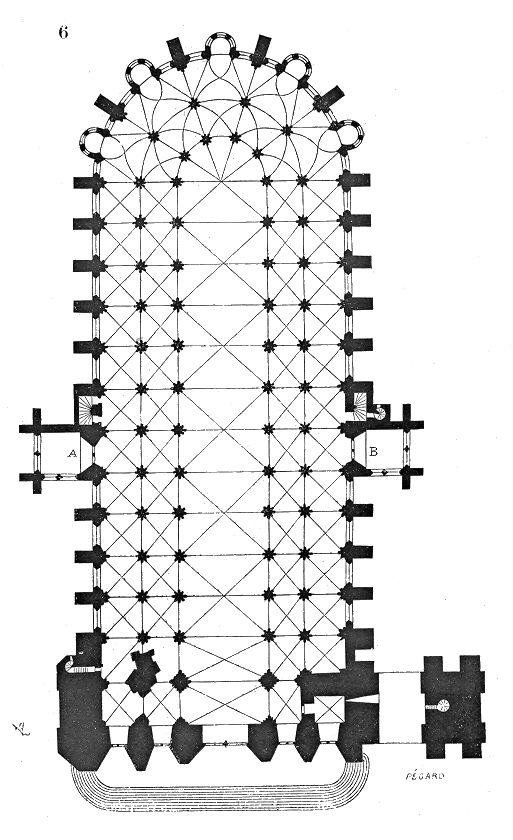
Catedral de Bourges con doble ambulatorio
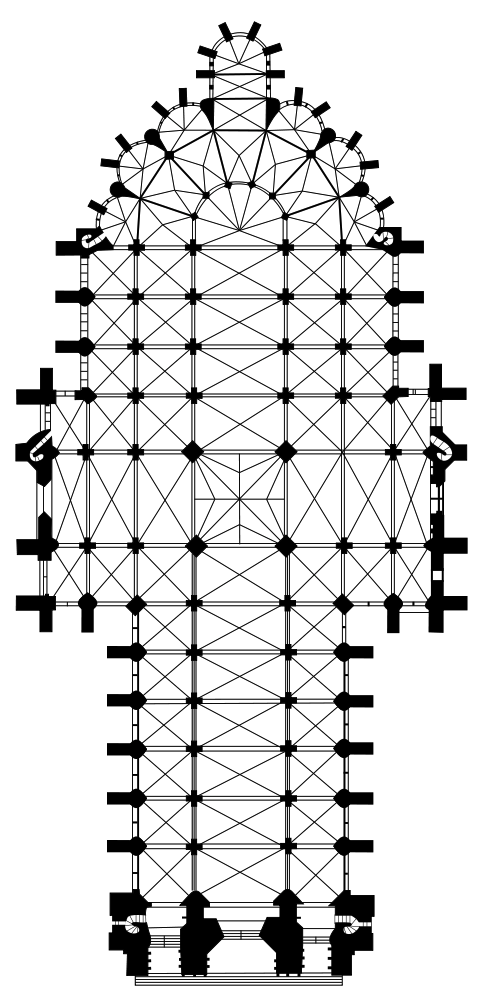
Catedral de Amiens, con deambulatiro simple y siete capillas radiales que forman una cabecera